# Spinochactas camopi
Espèce
Spinochactas camopi est une espèce de scorpions de la famille des Chactidae.

## Distribution
Cette espèce est endémique de Guyane. Elle se rencontre vers Camopi.

## Description
La femelle holotype mesure 15 mm et les mâles paratypes 13 mm à 14 mm .

## Systématique et taxinomie
Cette espèce a été décrite en 2022 par Wilson R. Lourenço, Johan Chevalier (d) et Éric Ythier.

## Étymologie
Son nom d'espèce lui a été donné en référence au lieu de sa découverte, le village de Camopi.

## Publication originale
- (en) Lourenço, Chevalier et Ythier, Second Record of the genus Spinochactas Lourenço, 2016 in French Guiana and description of a new species (Scorpiones: Chactidae), 2022, p. 1-7.